# Polymixis pamiridia
Polymixis pamiridia är en fjärilsart som beskrevs av Charles Boursin 1968. Polymixis pamiridia ingår i släktet Polymixis och familjen nattflyn. Inga underarter finns listade i Catalogue of Life.